# Sosnivka, Pohrebîșce
Sosnivka (în ucraineană Соснівка) este un sat în comuna Șîrmivka din raionul Pohrebîșce, regiunea Vinnița, Ucraina.

## Demografie
Componența lingvistică a localității Sosnivka
     Ucraineană (100%)
Conform recensământului din 2001, toată populația localității Sosnivka era vorbitoare de ucraineană (100%).